# Calvin Bridges
Calvin Blackman Bridges (1889-1938) là nhà khoa học người Mỹ. Ông là một nhà Di truyền học nổi tiếng. Ông cùng với Alfred Sturtevant và Hermann Joseph Muller trở thành 3 nhà khoa học đống vai trò quan trọng trong các nghiên cứu của Thomas Hunt Morgan. 